# Collection: The Shrapnel Years
Collection: The Shrapnel Records es un álbum recopilatorio del guitarrista estadounidense de metal neoclásico Vinnie Moore, publicado en 2006 por Shrapnel Records. Contiene dcoe canciones tomada de los cuatro discos grabados con el sello independiente entre 1986 y 2001. Cabe señalar que las dos últimas pistas fueron registradas en vivo en el recinto The Edge de Palo Alto (California), publicadas anteriormente en Live! de 2001.

## Lista de canciones
| N.º | Título                    | Duración |  |
| 1.  | «In Control»              | 4:39     |  |
| 2.  | «Daydream»                | 4:31     |  |
| 3.  | «Lifeforce»               | 4:04     |  |
| 4.  | «Hero Without Honor»      | 7:21     |  |
| 5.  | «The Maze»                | 8:43     |  |
| 6.  | «Cryptic Dreams»          | 5:33     |  |
| 7.  | «Defying Gravity»         | 5:06     |  |
| 8.  | «Last Road Home»          | 4:27     |  |
| 9.  | «Alexander the Great»     | 5:06     |  |
| 10. | «Out and Beyond»          | 6:45     |  |
| 11. | «Meltdown» (en vivo)      | 3:36     |  |
| 12. | «Check It Out!» (en vivo) | 5:15     |  |